# Морис, Фредерик Денисон
Фредерик Денисон Морис (англ. John Frederick Denison Maurice; 29.08.1805, Суффолк, Англия — 01.04.1872, Лондон) — британский англиканский теолог, один из основателей христианского социализма.
Сын священника. Учился праву в Кембридже. В 1834 году был рукоположен в священнический сан. В 1840-53 годах профессор английского языка и современной истории в кембриджском Королевском колледже, с 1846 года одновременно состоял профессором теологии. С 1866 года и до конца жизнь вновь кембриджский профессор — моральной философии.
Считается, что в том числе и благодаря его деятельности в основании христианского социализма, социализм в Англии имел гораздо менее выраженную антирелигиозную направленность, чем в других странах.